# Экономика Ватикана
Ватикан — высокоразвитое государство-город. Основные источники доходов Ватикана — туризм и пожертвования католиков. Работают в Ватикане в основном итальянцы. Граждане Ватикана в основном служат церкви. Доходы (по данным 2003 года) составили 252 миллиона долларов США, расходы — 264 миллиона. Бюджет Ватикана — 310 миллионов долларов США.

## Ватиканскийевро
Ватикан входит в еврозону с 1999 года. Как любое другое государство, официально входящее в еврозону, Ватикан имеет собственный дизайн аверса монет: на нём изображается портрет правящего (на момент чеканки) папы римского.
Монеты Ватикана (серия 2006 года, с Бенедиктом XVI):
Благодаря небольшим тиражам (сравнительно с тиражами монет других стран еврозоны), монеты евро Ватикана очень ценятся коллекционерами, которые готовы заплатить за них существенно большие деньги нежели их номинал. 